# 미국의 경기 침체 목록

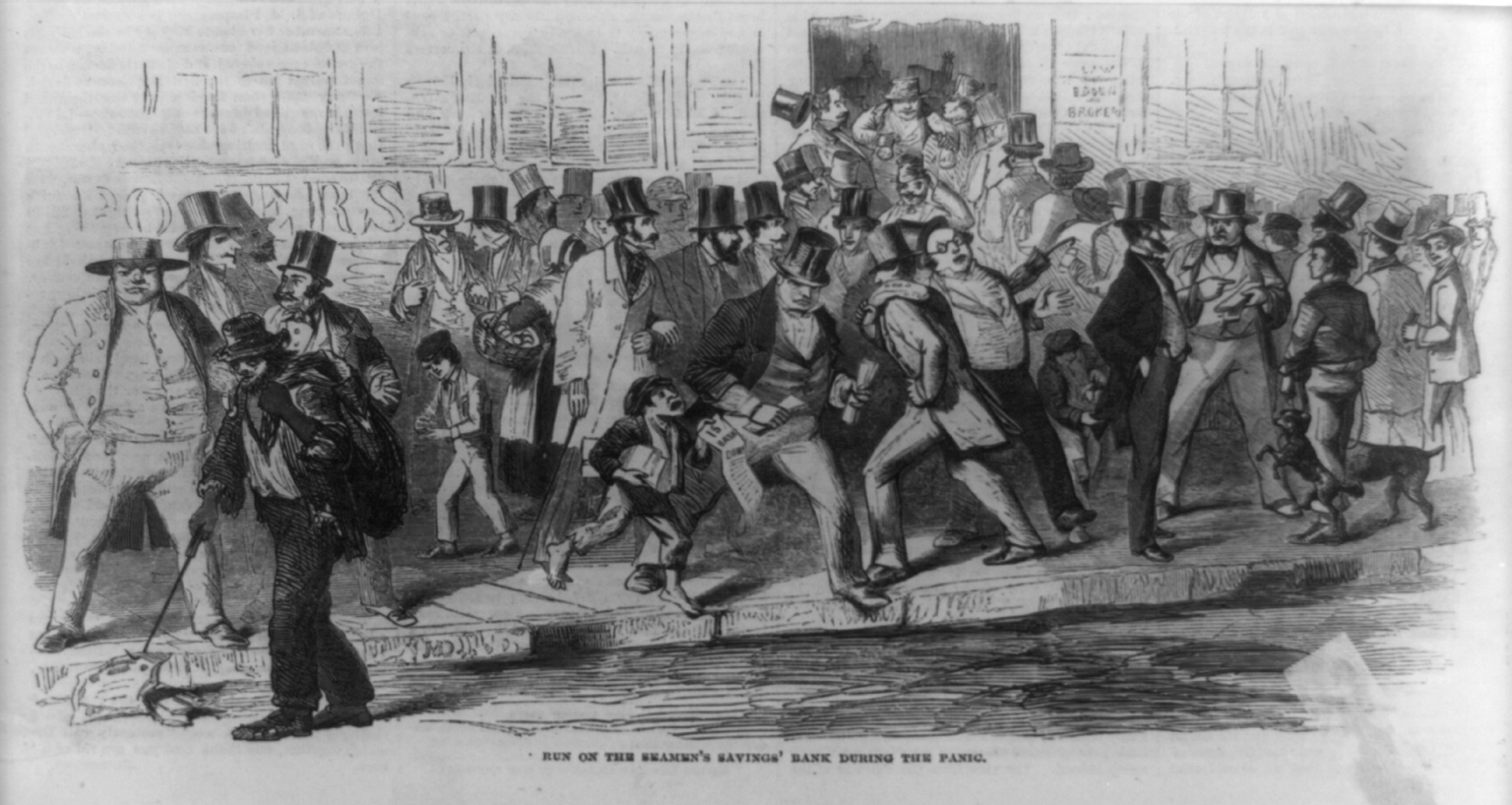
1857년 공황 기간 중 시멘스 세이빙스 은행의 뱅크런

미국에는 연합규약 시대까지 거슬러 올라가면 48번의 경기후퇴가 있었고, 경제학자와 역사학자들이 특정 19세기 경기 침체에 대해 논쟁을 벌이기는 하지만, 경제학자와 역사학자들 사이의 합의된 견해는 "대공황 이전의 GNP과 실업의 [주기적] 변동성은 제2차 세계 대전 이후보다 더 컸다"는 것이다. 미국의 농업 생산, 산업 생산, 소비, 기업 투자, 그리고 은행 산업의 건전성의 주기는 이러한 하락에 기여한다. 미국의 경기 침체는 특히 국가 경제가 더욱 얽히면서 전 세계적으로 영향을 미치고 있다.
미국의 경기 침체 비공식적인 시작 및 종료 날짜는 미국의 민간 비영리 연구 기관인 전미경제연구소 (NBER)에 의해 정의되었다. NBER은 경기 침체를 "경제 전반에 걸쳐 확산되고 6개월인 두 분기 이상 지속되며, 일반적으로 실질 국내총생산 (GDP), 실질 소득, 고용, 산업 생산 및 도소매 판매에서 나타나는 상당한 경제 활동 감소"로 정의한다.
19세기에는 경기 침체가 금융위기와 자주 겹쳤다. 20세기 이전의 경기 침체 발생을 판단하는 것은 경제 통계 부족으로 인해 더 어렵기 때문에 학자들은 동시대 신문이나 기업 장부와 같은 경제 활동에 대한 역사적 기록에 의존한다. NBER은 1857년 이전의 경기 침체 날짜를 지정하지 않지만, 경제학자들은 다양한 동시대 기록을 기반으로 1790년까지 거슬러 올라가는 미국 경기 침체 날짜를 비즈니스 연대기에서 관례적으로 추정한다. 그들의 작업은 경기 침체가 전쟁과 농업에 영향을 미치는 날씨 변화, 그리고 은행 위기와 같은 경제체제에 대한 외부 충격 이후에 종종 발생한다는 역사적 패턴에 의해 도움을 받는다.
실업 및 GDP와 같은 주요 현대 경제 통계는 제2차 세계 대전 이후에야 정기적이고 표준화된 방식으로 집계되었다. 1945년부터 2001년까지의 11번의 경기 침체의 평균 지속 기간은 10개월이었으며, 1919년부터 1945년까지의 경기 침체는 18개월, 1854년부터 1919년까지의 경기 침체는 22개월이었다. 수세기 동안 경제에 큰 변화가 있었기 때문에 현대 경기 침체의 심각성을 초기 경기 침체와 비교하기는 어렵다. 2020년 3월 코로나19 경기후퇴가 시작되기 전까지 제2차 세계 대전 이후 어떤 시기도 1929년부터 1941년까지 지속되었던(1933년부터 1937년까지의 강세장을 포함) 대공황의 깊이에 근접하지 못했으며, 대공황은 1929년 월스트리트 대폭락과 다른 요인들에 의해 발생했다.

## 초기 경기 침체 및 위기 (1785–1836)
1790년부터 미국의 경기 침체 시기를 추정하려는 시도가 있었다. 이러한 경기 침체 기간은 1920년대가 되어서야 확인되었다. 날짜를 구성하기 위해 연구자들은 해당 기간의 비즈니스 연대기를 연구하고 데이터 시계열을 구성했다. 가장 확실한 초기 경기 침체는 주요 금융 위기와 일치하는 것들이다.
1835년부터 클리블랜드 트러스트 컴퍼니의 비즈니스 활동 지수는 경기 침체 간의 비교를 위한 데이터를 제공한다. 1854년부터 전미경제연구소는 경기 침체의 정점과 저점을 월별로 지정한다. 그러나 초기 경기 침체에 대한 표준화된 지수는 존재하지 않는다.
1791년, 의회는 국가의 재정적 필요를 처리하기 위해 미국 제1은행을 설립했다. 이 은행은 현대 중앙은행의 일부 기능을 가지고 있었지만, 젊은 국가의 통화의 20%만을 담당했다. 1811년에 은행의 특허가 만료되었지만, 1816년부터 1836년까지 지속된 미국 제2은행으로 대체되었다.
| 이름                  | 날짜      | 기간   | 이전 경기 침체 이후 시간 | 특징 |
| --------------------- | --------- | ------ | ------------------------ | --- |
| 1785년 공황           | 1785–1788 | ~4년   |                          | 1788년까지 지속된 1785년 공황은 미국 혁명 이후의 경기 호황을 끝냈다. 위기의 원인은 요크타운 승리 이후의 과도한 확장과 부채, 전후 디플레이션, 영국의 제조업 부문과의 경쟁, 그리고 적절한 신용과 건전한 통화 부족에 있었다. 이러한 경기 침체는 주간 무역의 부재로 인해 더욱 악화되었다. 다른 요인으로는 영국이 상업 조약을 체결하지 않은 것과 채무자 집단 간의 실제 및 임박한 채무 불이행이 있었다. 기업 및 재산 집단 간의 공황은 더 강력한 연방 정부에 대한 요구로 이어졌다. |
| 1789년 구리 공황      | 1789–1793 | ~4년   | ~0년                     | 품질 저하와 위조로 인한 구리 주화에 대한 신뢰 상실은 여러 북부 주 경제의 상업적 마비를 초래했으며, 이는 새로운 지폐 도입으로 신뢰를 회복할 때까지 완화되지 않았다. |
| 1792년 공황           | 1792      | ~2개월 | ~0년                     | 그 원인으로는 신용 확장과 과도한 투기가 있었다. 이 공황은 주로 은행에 공개 시장 매입에 필요한 자금을 제공함으로써 해결되었다. |
| 1796년–1797년 공황    | 1796–1799 | ~3년   | ~4년                     | 토지 투기 거품이 터지면서 프랑스 혁명 전쟁에 대한 영국의 참여 비용으로 인해 파산에 직면한 잉글랜드 은행의 디플레이션이 북미로 건너와 미국의 상업 및 부동산 시장과 카리브 제도를 교란하고 대규모 금융 공황을 일으켰다. 미국 남부에서는 번영이 계속되었지만, 미국 북부에서는 3년 동안 경제 활동이 정체되었다. 젊은 미국은 프랑스와 유사전쟁에 참여했다. |
| 1802–1804년 경기 침체 | 1802–1804 | ~2년   | ~3년                     | 아미앵 조약으로 영국과 프랑스 간의 전쟁이 끝나자 전시 활동의 호황은 하락으로 이어졌다. 상품 가격은 급격히 하락했다. 해적에 의한 무역 방해로 인해 제1차 바르바리 전쟁이 발생했다. |
| 1807년 불황           | 1807–1810 | ~3년   | ~3년                     | 영국과의 긴장이 고조되면서 토머스 제퍼슨 대통령 하의 미국 의회는 1807년 통상금지법을 통과시켰다. 영국이 부과한 무역 제한과 함께 해운 관련 산업이 큰 타격을 입었다. 연방주의자들은 금수 조치에 반대하여 뉴잉글랜드에서 밀수가 이루어지도록 허용했다. 무역량, 상품 가격, 증권 가격 모두 하락하기 시작했다. 매컨의 법안 2호가 1810년 5월에 금수 조치를 끝냈고, 회복이 시작되었다.                                                                                              |
| 1812년 경기 침체      | 1812      | ~6개월 | ~18개월                  | 미국은 1812년 초 짧은 경기 침체에 진입했다. 하락세가 짧았던 주된 이유는 미국이 곧바로 1812년 6월 18일에 시작된 미영 전쟁에 맞서 생산을 늘렸기 때문이다. |
| 1815–1821년 불황      | 1815–1821 | ~6년   | ~3년                     | 1815년 3월 23일 전쟁이 끝난 직후, 미국은 전쟁 후 인플레이션으로 인해 은행권 가치가 급격히 하락하면서 금융 공황기에 접어들었다. 1815년의 공황은 수년간의 가벼운 불황으로 이어졌고, 그 후 대규모 금융 위기인 1819년 공황이 발생했다. 이는 광범위한 담보권 실행, 은행 파산, 실업, 부동산 가격 폭락, 농업 및 제조업 침체를 특징으로 했다. |
| 1822–1823년 경기 침체 | 1822–1823 | ~1년   | ~1년                     | 1815–1821년의 장기 불황 이후 완만한 회복세를 보인 후, 1822년 3월에 상품 가격이 정점에 달하고 하락하기 시작했다. 많은 기업이 파산했고, 실업률이 상승했으며, 수입 증가로 무역 수지가 악화되었다. |
| 1825–1826년 경기 침체 | 1825–1826 | ~1년   | ~2년                     | 라틴 아메리카에 대한 투기적 투자 거품 이후 발생한 주식 시장 붕괴인 1825년 공황은 미국과 영국에서 사업 활동의 감소를 야기했다. 이 경기 침체는 주요 공황과 동시에 발생했으며, 이 날짜는 다른 경기 침체와 관련된 일반적인 주기 변화보다 더 쉽게 결정될 수 있다. |
| 1828–1829년 경기 침체 | 1828–1829 | ~1년   | ~2년                     | 1826년, 영국은 미국이 영국 식민지와 무역하는 것을 금지했고, 1827년, 미국은 이에 대한 반금지 조치를 취했다. 무역이 감소했으며, 동시에 뉴잉글랜드의 제조업체들에게 신용이 경색되었다. |
| 1833–1834년 경기 침체 | 1833–1834 | ~1년   | ~4년                     | 미국의 경제는 1833–34년에 완만하게 하락했다. 당시의 뉴스 보도들은 경기 침체를 확인한다. 이후의 확장은 토지 투기에 의해 주도되었다. |

## 자유은행 시대부터 대공황까지 (1836–1929)

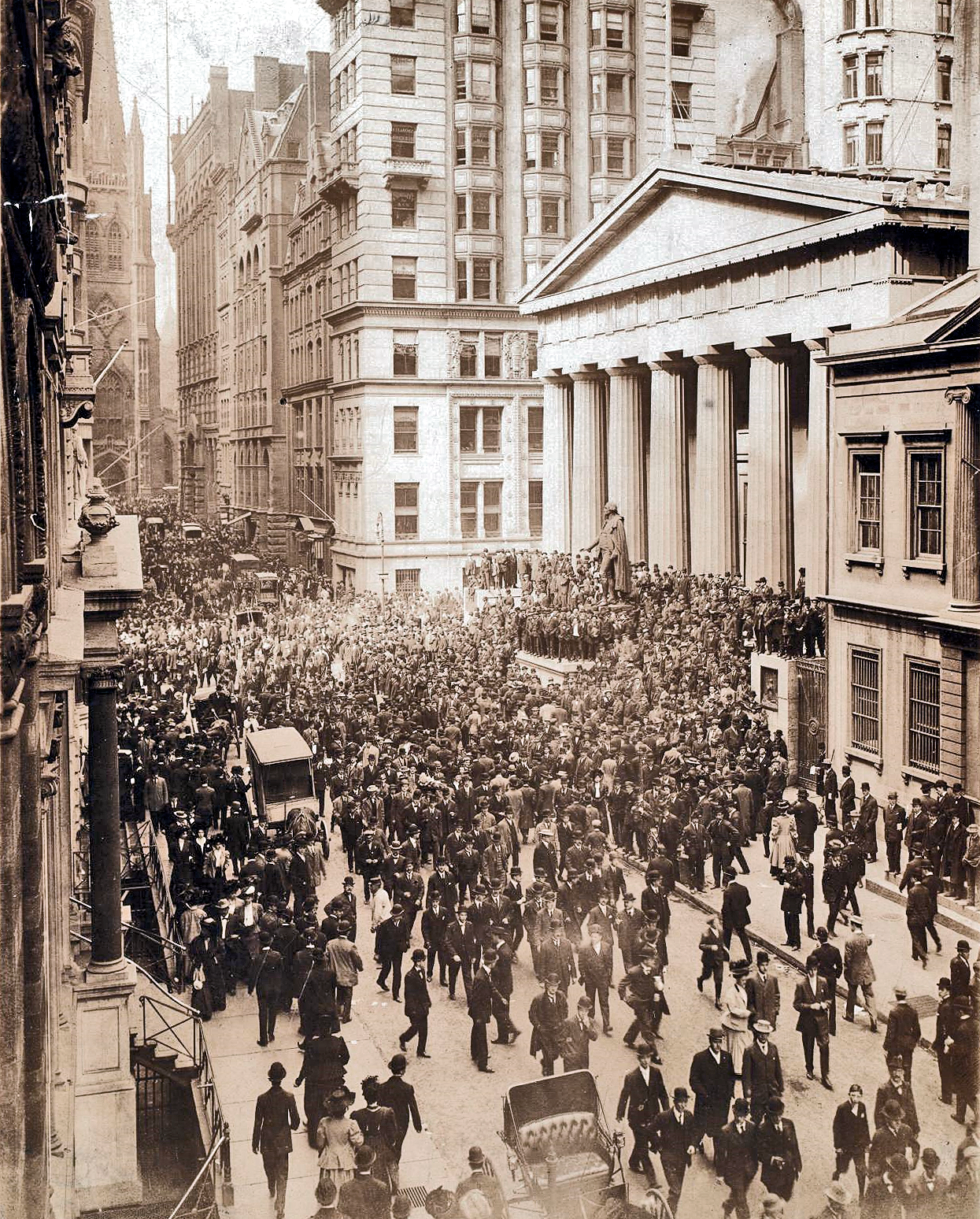
1907년 공황 당시 월스트리트에 모인 군중. 오늘날과 비교하여 1834년부터 대공황까지의 시대는 상대적으로 심각하고 빈번한 은행 공황과 경기 침체를 특징으로 했다.

1830년대에 미국 대통령 앤드루 잭슨은 미국 제2은행을 폐지하기 위해 싸웠다. 은행 전쟁 이후, 제2은행은 1836년에 특허를 잃었다. 1837년부터 1862년까지 은행에는 국가적 존재감이 없었지만, 분산화를 막는 지점 은행업 금지법과 같은 많은 주 및 심지어 지역 규제가 여전히 존재했다. 1863년, 남북 전쟁의 재정 압력에 대응하여 의회는 국립 은행법을 통과시켜 국가 특허 은행을 설립했다. 이 시대에는 중앙은행이나 예금 보험이 없었기 때문에 은행 공황이 흔했다.
이 시기의 경기 침체 날짜는 논란의 여지가 있다. 국내총생산 및 실업과 같은 현대 경제 통계는 이 시기 동안 수집되지 않았다. 빅터 자르노비츠는 이러한 경기 침체의 심각성을 측정하기 위해 다양한 지수를 평가했다.
1834년부터 1929년까지 경기 침체의 한 가지 척도는 클리블랜드 트러스트 컴퍼니 지수인데, 이는 사업 활동을 측정했으며, 1882년부터는 무역 및 산업 활동 지수를 사용할 수 있게 되어 경기 침체를 비교하는 데 사용될 수 있다.

| 이름                              | 날짜                      | 기간       | 이전 경기 침체 이후 시간 | 사업 활동       | 무역 및 산업 활동 | 특징 |
| --------------------------------- | ------------------------- | ---------- | ------------------------ | --------------- | ----------------- | --- |
| 1836–1838년 경기 침체             | —                         | ~2년       | ~2년                     | −32.8%          | —                 | 은행 파산, 지폐에 대한 신뢰 부족, 영국의 신용 경색, 흉작, 그리고 잭슨 시대의 정책으로 인해 미국 경제의 급격한 침체가 발생했다. [[본위 화폐 보존 지시\|미국 은행들이 본위 화폐 (금과 은화)로 지급을 중단했을 때]] 투기 시장은 크게 영향을 받았다. 이 기간 동안 600개 이상의 은행이 파산했다. 미국 남부에서는 목화 시장이 완전히 붕괴했다. 참고: 1837년 공황. |
| 1839년 후반–1843년 후반 경기 침체 | —                         | ~4년       | ~1년                     | −34.3%          | —                 | 이는 19세기 가장 길고 깊은 불황 중 하나였다. 현저한 디플레이션과 대규모 채무 불이행 시기였다. 클리블랜드 트러스트 컴퍼니 지수는 경제가 추세선 아래에서 68개월을 보냈고, 그 위에서 9개월만을 보냈으며, 이 불황 동안 34.3% 하락했음을 보여주었다. |
| 1845년–1846년 후반 경기 침체      | —                         | ~1년       | ~2년                     | −5.9%           | —                 | 이 경기 침체는 너무 경미하여 단순히 성장 주기의 둔화로만 여겨질 수 있었다. 한 가지 이론은 미국이 1846년 4월 25일에 시작된 멕시코-미국 전쟁을 위해 준비하기 시작했기 때문에 경기 침체가 아니었을 것이라는 것이다. |
| 1847–1848년 경기 침체             | 1847년 후반 – 1848년 후반 | ~1년       | ~1년                     | −19.7%          | —                 | 클리블랜드 트러스트 컴퍼니 지수는 1847년과 1848년 동안 19.7% 하락했다. 이는 영국에서의 금융 위기인 1847년 공황과 관련이 있다. |
| 1853–1854년 경기 침체             | 1853년 – 1854년 12월      | ~1년       | ~5년                     | −18.4%          | —                 | 이 기간 동안 이자율이 상승하여 철도 투자 감소에 기여했다. 이 기간 동안 증권 가격이 하락했다. 사업 투자 감소를 제외하고는 이 기간 동안 경기 수축의 증거는 거의 없다. |
| 1857년 공황                       | 1857년 6월 – 1858년 12월  | 1년 6개월  | 2년 6개월                | −23.1%          | —                 | 오하이오 생명보험 및 신탁회사의 파산은 미국 철도의 유럽 투기 거품을 터뜨렸고 미국 은행에 대한 신뢰 상실을 초래했다. 공황 첫 해에 5,000개 이상의 기업이 파산했으며, 실업은 도시 지역에서 항의 시위를 동반했다. 이 경기 침체는 1861년에 시작되어 1865년에 끝난 남북 전쟁의 주요 원인 중 하나였다. 이는 NBER이 정점과 저점에 대해 특정 월(연도 대신)을 지정한 가장 초기의 경기 침체이다.                                                                                         |
| 1860–1861년 경기 침체             | 1860년 10월 – 1861년 6월  | 8개월      | 1년 10개월               | −14.5%          | —                 | 1861년 4월 12일에 시작된 남북 전쟁 이전에 경미한 경기 침체가 있었지만, 경기 침체는 일부 지역에만 국한되었다. 자르노비츠는 데이터가 일반적으로 이 기간 동안 수축이 발생했음을 보여주지만, 이는 상당히 경미했다고 말한다. 1860년에는 은행 간 청산기관 증명서의 첫 사용으로 금융 공황이 간신히 모면되었다. |
| 1865–1867년 경기 침체             | 1865년 4월 – 1867년 12월  | 2년 8개월  | 3년 10개월               | −23.8%          | —                 | 남북 전쟁이 1865년 4월에 끝났고, 미국은 1896년까지 지속된 장기간의 일반적인 디플레이션 시기에 접어들었다. 미국은 재건 시대 동안 간헐적으로 경기 침체를 겪었다. 남북 전쟁 이후 생산은 증가했지만, 국가에는 여전히 재정적 어려움이 있었다. 전후 시기는 약간의 국제 금융 불안정 시기와 겹쳤다. |
| 1869–1870년 경기 침체             | 1869년 6월 – 1870년 12월  | 1년 6개월  | 1년 6개월                | −9.7%           | —                 | 남북 전쟁 몇 년 후 짧은 경기 침체가 발생했다. 이 시기는 철도 투자가 크게 가속화되어 대륙횡단철도까지 생산하는 가운데 발생했기 때문에 이례적이었다. 이 시기에 건설된 철도는 미국 내부를 개방하여 농민 운동을 탄생시켰다. 이 경기 침체는 부분적으로 전쟁 이후 지속되는 재정적 어려움으로 설명될 수 있는데, 이는 기업이 재고를 축적하는 것을 방해했다. 경기 침체 몇 달 후, 대규모 금융 공황이 발생했다.                                                                          |
| 1873년 공황 및 장기불황           | 1873년 10월 – 1879년 3월  | 5년 5개월  | 2년 10개월               | −33.6% (−27.3%) | —                 | 유럽의 경제 문제는 미국 최대 은행인 제이 쿡 & 컴퍼니의 파산을 촉발하여 남북 전쟁 이후의 투기 거품을 터뜨렸다. 1873년 주화법 또한 은 가격을 즉시 하락시켜 북미 광업 이익에 해를 끼쳤다. 이 시대의 디플레이션과 임금 삭감은 1877년 대철도 파업과 같은 노동 혼란으로 이어졌다. 1879년, 미국은 본위 화폐 지급 재개법으로 금본위제로 돌아왔다. 이는 NBER이 인정한 가장 긴 경기 수축 기간이지만, 장기불황은 때때로 1873년 10월부터 1896년 12월까지의 전체 기간으로 간주되기도 한다. |
| 1882–1885년 불황                  | 1882년 3월 – 1885년 5월   | 3년 2개월  | 3년                      | −32.8%          | −24.6%            | 이전의 장기불황처럼, 1882–1885년의 경기 침체는 생산 불황이라기보다는 가격 불황이었다. 1879년부터 1882년까지 철도 건설 붐이 있었는데, 이것이 끝나면서 철도 건설과 관련 산업, 특히 철강 산업 모두에서 감소가 초래되었다. 이 경기 침체 기간 동안의 주요 경제 사건은 1884년 공황이었다. |
| 1887–1888년 경기 침체             | 1887년 3월 – 1888년 4월   | 1년 1개월  | 1년 10개월               | −14.6%          | −8.2%             | 이 기간 동안 철도 및 건물 투자가 약화되었다. 이 경기 둔화는 너무 경미하여 항상 경기 침체로 간주되지는 않는다. 동시대의 기록은 분명히 이것이 경미한 경기 침체로 여겨졌음을 나타낸다. |
| 1890–1891년 경기 침체             | 1890년 7월 – 1891년 5월   | 10개월     | 1년 5개월                | −22.1%          | −11.7%            | 1887–1888년의 경기 침체보다 짧았지만 여전히 완만했으며, 1890–1891년의 경기 둔화는 이전의 경기 침체보다 다소 더 두드러졌다. 영국의 1890년 공황과 같은 국제 통화 불안이 이 경기 침체의 원인으로 지목된다. |
| 1893년 공황                       | 1893년 1월 – 1894년 6월   | 1년 5개월  | 1년 8개월                | −37.3%          | −29.7%            | 미국 리딩 철도의 파산과 유럽 투자의 회수는 주식 시장 및 은행 붕괴로 이어졌다. 이 공황은 부분적으로 금 공급에 대한 공황에 의해 촉발되기도 했다. 재무부는 충분한 금을 구매하기 위해 채권을 발행해야 했다. 이익, 투자, 소득 모두 감소하여 정치적 불안정, 미국 포퓰리즘 운동 및 자유 은화 운동의 정점에 이르렀다. 실업률 추정치는 다양하며, 8.2%에서 18.4%까지 정점을 찍었을 수 있다.                                                                                             |
| 1896년 공황                       | 1895년 12월 – 1897년 6월  | 1년 6개월  | 1년 6개월                | −25.2%          | −20.8%            | 1893–1897년 기간은 1893년 공황 이후 중간에 짧은 성장세를 보인 전반적으로 침체된 주기로 간주된다. 생산은 감소하고 디플레이션이 지배했다. |
| 1899–1900년 경기 침체             | 1899년 6월 – 1900년 12월  | 1년 6개월  | 2년                      | −15.5%          | −8.8%             | 이는 1897년 이후 시작된 전반적인 성장 기간 중 경미한 경기 침체였다. 이 기간의 경기 침체에 대한 증거는 일부 연간 데이터 시리즈에는 나타나지 않는다. |
| 1902–1904년 경기 침체             | 1902년 9월 – 1904년 8월   | 1년 11개월 | 1년 9개월                | −16.2%          | −17.1%            | 심각하지는 않았지만, 이 경기 침체는 거의 2년 동안 지속되었으며 국민 생산량의 뚜렷한 감소를 보였다. 산업 생산과 상업 생산 모두 감소했지만, 비교적 완만했다. 경기 침체는 1901년 주식 시장 붕괴 약 1년 후에 발생했다. |
| 1907년 공황                       | 1907년 5월 – 1908년 6월   | 1년 1개월  | 2년 9개월                | −29.2%          | −31.0%            | 1907년 10월 22일 니커보커 신탁회사 예금에 대한 뱅크런은 심각한 통화 수축으로 이어지는 사건을 촉발했다. 공황의 여파로 의회는 연방준비제도를 만들었다. |
| 1910–1911년 공황                  | 1910년 1월 – 1912년 1월   | 2년        | 1년 7개월                | −14.7%          | −10.6%            | 이는 경미하지만 장기간의 경기 침체였다. 국민 생산량은 1% 미만으로 증가했으며, 상업 활동과 산업 활동은 감소했다. 이 시기는 디플레이션으로도 특징지어졌다. |
| 1913–1914년 경기 침체             | 1913년 1월 – 1914년 12월  | 1년 11개월 | 1년                      | −25.9%          | −19.8%            | 이 기간 동안 생산과 실질 소득이 감소했으며, 제1차 세계 대전의 시작으로 수요가 증가할 때까지 상쇄되지 않았다. 공교롭게도 이 경기 침체 기간 동안 연방준비법이 서명되어 1907년 공황 이후 일련의 사건의 절정인 연방준비제도가 창설되었다. 오스트리아-헝가리의 프란츠 페르디난트 대공 암살, 이어진 7월 위기, 그리고 영국이 독일에 전쟁을 선포한 이후 1914년 금융 위기가 발생했으며, 이로 인해 미국 재무장관 윌리엄 깁스 매커두는 7월 31일부터 뉴욕 증권거래소를 폐쇄했다.          |
| 제1차 세계 대전 이후의 불황       | 1918년 8월 – 1919년 3월   | 7개월      | 3년 8개월                | −24.5%          | −14.1%            | 유럽의 심각한 초인플레이션은 북미의 생산을 넘어섰다. 이는 짧지만 매우 급격한 경기 침체였으며, 전시 생산의 종료와 함께 귀환하는 병력의 노동력 유입으로 인해 발생했다. 이는 결국 높은 실업률을 초래했다. |
| 1920–1921년 불황                  | 1920년 1월 – 1921년 7월   | 1년 6개월  | 10개월                   | −38.1%          | −32.7%            | 1921년 경기 침체는 제1차 세계 대전 이후 경기 침체 단 10개월 만에 시작되었는데, 경제가 평시 경제로의 전환을 계속하고 있었기 때문이다. 경기 침체는 짧았지만 극도로 고통스러웠다. 1920년은 미국 역사상 가장 디플레이션이 심했던 해였다. 그러나 생산은 디플레이션에 예상되는 만큼 크게 감소하지 않았다. 도매 물가가 36.8% 하락했음에도 불구하고 GNP는 2.5에서 7% 사이로 감소했을 수 있다. 경기 침체 이후 경제는 강력한 회복세를 보였다.                                           |
| 1923–1924년 경기 침체             | 1923년 5월 – 1924년 6월   | 1년 2개월  | 2년                      | −25.4%          | −22.7%            | 1920–1921년 불황부터 대공황까지, 이 시기는 광란의 20년대로 불렸으며, 경제는 대체로 확장되었다. 산업 생산은 1923–24년에 감소했지만, 전반적으로 이는 경미한 경기 침체였다. |
| 1926–1927년 경기 침체             | 1926년 10월 – 1927년 11월 | 1년 1개월  | 2년 3개월                | −12.2%          | −10.0%            | 이는 이례적이고 경미한 경기 침체였는데, 주로 헨리 포드가 모델 T 생산에서 모델 A로 전환하기 위해 6개월 동안 공장 생산을 중단했기 때문으로 여겨진다. 찰스 킨들버거는 1925년부터 대공황 시작까지의 기간을 호황으로 보는 것이 가장 적절하며, 이 경미한 경기 침체는 호황이 "일반적이지 않고, 중단되지 않았으며, 광범위하지 않았다"는 증거라고 말한다. |

## 대공황 이후 (1929년–현재)
제2차 세계 대전 종료와 1945년 전시 경제에서 평시 경제로의 대규모 조정 이후, 실업률과 GDP와 같은 많은 경제 지표의 수집이 표준화되었다. 제2차 세계 대전 이후의 경기 침체는 이러한 사용 가능한 데이터 덕분에 이전 경기 침체보다 훨씬 쉽게 서로 비교할 수 있다. 나열된 날짜와 기간은 전미경제연구소의 공식 연대기에서 가져온 것이다. GDP 데이터는 미국 경제 분석국에서, 실업률은 미국 노동통계국에서 가져온 것이다(1948년 이후). 실업률은 종종 경기 침체가 공식적으로 끝난 후에 경기 침체와 관련된 정점에 도달한다.
2020년 코로나19 경기후퇴가 시작될 때까지, 제2차 세계 대전 이후 어떤 시기도 대공황의 깊이에 근접하지 못했다. 대공황 시기에는 GDP가 27% 감소했고(동원 해제 이후 가장 깊은 침체는 2007년 12월에 시작된 경기 침체로, 2009년 2분기까지 GDP가 5.1% 감소했다), 실업률은 24.9%에 달했다(이후 최고 기록은 1981–1982년 경기 침체 기간 동안 기록된 10.8%였다).
전미경제연구소는 1854년까지 월별로 경기 침체 시기를 추정한다. 그들의 연대기에 따르면, 1854년부터 1919년까지 16번의 주기가 있었다. 평균 경기 침체는 22개월 지속되었고, 평균 확장은 27개월이었다. 1919년부터 1945년까지는 6번의 주기가 있었고, 경기 침체는 평균 18개월, 확장은 35개월 지속되었다. 1945년부터 2001년까지는 10번의 주기가 있었고, 경기 침체는 평균 10개월, 확장은 평균 57개월 지속되었다. 이로 인해 일부 경제학자들은 경기순환이 덜 심각해졌다고 선언했다.
이러한 완화에 기여했을 수 있는 많은 요인들 중에는 1933년 미국 예금보험공사 형태의 예금 보험 설립과 은행 부문에 대한 규제 강화가 포함된다. 다른 변화로는 주기적 변동성을 완화하기 위한 자동안정화 장치 형태의 재정 정책 사용이 포함된다. 1913년 연방준비제도의 창설은 그것과 그 정책들이 혼합된 성공을 거두면서 안정성의 원천으로 논란이 되어왔다. 1980년대 초반부터 대완화의 원천은 공공 정책, 산업 관행, 기술, 심지어 행운까지 수많은 원인에 기인한다고 여겨져 왔다.
| 이름                     | 기간                      | 지속 기간 | 이전 경기 침체 이후 시간 | 실업률 최고치              | GDP 감소 (정점 대비 최저점) | 특징 |
| ------------------------ | ------------------------- | --------- | ------------------------ | -------------------------- | --------------------------- | --- |
| 대공황                   | 1929년 8월 – 1933년 3월   | 3년 7개월 | 1년 9개월                | 21.3% (1932)– 24.9% (1933) | −26.7%                      | 1929년 월스트리트 대폭락으로 이어진 은행 공황과 통화 공급의 붕괴가 미국에서 발생했으며, 이는 금본위제에 대한 국제적 약속으로 인해 악화되었다. 대대적인 새로운 관세와 다른 요인들이 극심한 불황에 기여했다. GDP, 산업 생산, 고용, 물가 모두 크게 하락했다. 1933년에 금 유입이 통화 공급을 확대하고 기대감을 개선하면서 불황 내에서 소규모 경제 확장이 시작되었다. 이 확장은 1937년에 끝났다. 1940년 제2차 세계 대전 시작과 함께 발생한 최종 회복은 통화 정책과 통화 확장 덕분이었다.                                                                        |
| 1937–1938년 경기후퇴     | 1937년 5월 – 1938년 6월   | 1년 1개월 | 4년 2개월                | 17.8% –19.0% (1938)        | −18.2%                      | 1937년 경기후퇴는 대공황에 비하면 경미하게 여겨지지만, 그렇지 않으면 20세기 최악의 경기 침체 중 하나이다. 경기 침체의 원인으로는 세 가지 설명이 제시된다. 뉴딜 지출 이후 예산 균형을 맞추려는 시도로 인한 긴축 재정 정책, 연방준비제도의 긴축 통화 정책, 그리고 기업 이익 감소로 인한 기업 투자 축소이다. |
| 1945년 경기 침체         | 1945년 2월 – 1945년 10월  | 8개월     | 6년 8개월                | 5.2% (1946)                | −12.7%                      | 제2차 세계 대전 종전 후 정부 지출 감소는 국내총생산의 엄청난 하락으로 이어졌고, 이는 기술적으로 경기 침체에 해당한다. 이는 동원 해제와 전시 경제에서 평시 경제로의 전환의 결과였다. 전후 몇 년은 여러 면에서 이례적이었고(실업률은 결코 높지 않았다), 이 시기는 "종전 특유의 경기 침체"로 간주될 수 있다. |
| 1949년 경기후퇴          | 1948년 11월 – 1949년 10월 | 11개월    | 3년 1개월                | 7.9% (1949년 10월)         | −1.7%                       | 1948년 경기 침체는 짧은 경기 침체였다. 당시 예측가들은 훨씬 더 나쁜 상황을 예상했는데, 이는 아마도 최근 생애의 좋지 않은 경제 상황에 영향을 받았을 것이다. 경기 침체는 또한 통화 긴축 기간에 뒤따랐다. |
| 1953년 경기후퇴          | 1953년 7월 – 1954년 5월   | 10개월    | 3년 9개월                | 6.1% (1954년 9월)          | −2.6%                       | 6.25 전쟁 후 인플레이션 기간 이후, 더 많은 자금이 국가안전보장으로 이전되었다. 1951년, 연방준비제도는 미국 재무부로부터 독립성을 재확인했고, 1952년, 연방준비제도는 추가 인플레이션이나 거품 형성의 우려로 인해 통화 정책을 더욱 제한적으로 변경했다. |
| 1958년 경기후퇴          | 1957년 8월 – 1958년 4월   | 8개월     | 3년 3개월                | 7.5% (1958년 7월)          | −3.7%                       | 1957년 이전 2년간 통화 정책이 긴축되었고, 1957년 말에 정책이 완화되었다. 예산 균형은 1957년 GDP의 0.8%였던 재정 흑자에서 1958년 GDP의 0.6%인 재정 적자로, 그리고 1959년에는 GDP의 2.6%로 변화했다. |
| 1960–1961년 경기후퇴     | 1960년 4월 – 1961년 2월   | 10개월    | 2년                      | 7.1% (1961년 5월)          | −1.6%                       | 연방준비제도가 1959년 이자율을 인상하기 시작한 후 또 다른 주로 통화적 경기 침체가 발생했다. 정부는 적자(1959년 GDP의 2.6%)에서 흑자(1960년 GDP의 0.1%)로 전환했다. 경제가 이 짧은 경기 침체에서 벗어났을 때, NBER 역사상 두 번째로 긴 성장기가 시작되었다. |
| 1969–1970년 경기후퇴     | 1969년 12월 – 1970년 11월 | 11개월    | 8년 10개월               | 6.1% (1970년 12월)         | −0.6%                       | 비교적 완만한 1969년 경기 침체는 장기간의 확장 후에 발생했다. 확장 말기에는 인플레이션이 상승하고 있었는데, 이는 아마도 베트남 전쟁의 증가된 적자 때문일 것이다. 이 비교적 완만한 경기 침체는 베트남 전쟁의 예산 적자를 줄이려는 시도(재정 긴축)와 연방준비제도가 이자율을 인상하는 것(통화 긴축)과 동시에 발생했다. |
| 1973–1975년 경기후퇴     | 1973년 11월 – 1975년 3월  | 1년 4개월 | 3년                      | 9.0% (1975년 5월)          | −3.2%                       | OPEC의 유가 4배 인상으로 인한 1973년 석유 파동과 1973–1974년 주식 시장 붕괴가 맞물려 미국에 스태그플레이션 경기 침체를 초래했다. |
| 1980년 경기 침체         | 1980년 1월 – 1980년 7월   | 6개월     | 4년 10개월               | 7.8% (1980년 7월)          | −2.2%                       | NBER은 1980년에 매우 짧은 경기 침체가 발생했으며, 그 뒤를 이어 짧은 성장기와 깊은 경기 침체가 이어졌다고 본다. 경기 침체 중간에도 실업률은 상대적으로 높게 유지되었다. 이 경기 침체는 폴 볼커가 이끄는 연방준비제도가 1970년대의 인플레이션과 싸우기 위해 이자율을 극적으로 인상하면서 시작되었다. 1980년대 초는 때때로 "더블딥" 또는 "W자형" 경기 침체로 불리기도 한다. |
| 1981–1982년 경기 침체    | 1981년 7월 – 1982년 11월  | 1년 4개월 | 1년                      | 10.8% (1982년 11월)        | −2.7%                       | 이란 혁명은 1979년 전 세계적으로 유가를 급격히 인상시켜 1979년 에너지 위기를 초래했다. 이는 이란의 새로운 정권이 일관성 없는 간격으로 낮은 양의 석유를 수출하여 가격을 인상시켰기 때문이다. 미국의 긴축 통화 정책은 인플레이션을 통제하기 위해 또 다른 경기 침체를 초래했다. 이러한 변화는 주로 1973년 석유 파동과 1979년 에너지 위기로 인해 이전 10년에서 이월된 인플레이션 때문에 이루어졌다. |
| 1990년대 초 경기 침체    | 1990년 7월 – 1991년 3월   | 8개월     | 7년 8개월                | 7.8% (1992년 6월)          | −1.4%                       | 1980년대의 장기간 평화로운 확장 이후, 인플레이션이 증가하기 시작했고 연방준비제도는 1986년부터 1989년까지 이자율을 인상하는 것으로 대응했다. 이는 성장을 약화시켰지만 멈추게 하지는 않았지만, 이후의 1990년 유가 충격, 1980년대의 부채 축적, 그리고 소비자 비관주의 증가가 약화된 경제와 결합하여 짧은 경기 침체를 초래했다. |
| 2000년대 초반의 경기후퇴 | 2001년 3월 – 2001년 11월  | 8개월     | 10년                     | 6.3% (2003년 6월)          | −0.3%                       | 1990년대는 그 당시까지 미국 역사상 가장 긴 경제 성장 기간이었다. 투기적인 닷컴 버블의 붕괴, 기업 지출 및 투자 감소, 그리고 9월 11일 공격이 10년간의 성장을 종식시켰다. 이러한 주요 충격에도 불구하고 경기 침체는 짧고 얕았다. |
| 대침체                   | 2007년 12월 – 2009년 6월  | 1년 6개월 | 6년 1개월                | 10.0% (2009년 10월)        | −5.1%                       | 서브프라임 모기지 사태는 미국 주택 거품 붕괴로 이어졌다. 주택 관련 자산의 하락은 2008년 금융 위기에 기여했으며, 유가와 식량 가격은 치솟았다. 이 위기는 미국 최대 금융 기관인 베어스턴스, 패니 메이, 프레디 맥, 리먼 브라더스, 그리고 AIG의 파산 또는 붕괴뿐만 아니라 자동차 산업의 위기로 이어졌다. 정부는 전례 없는 7천억 달러 규모의 은행 구제금융과 7천8백70억 달러 규모의 재정 부양책으로 대응했다. 전미경제연구소는 이 경기 침체의 종료를 종료일로부터 1년여 후에 선언했다. 다우 존스 산업평균지수(다우)는 마침내 2009년 3월 9일에 최저점을 기록했다. |
| 코로나19 경기후퇴        | 2020년 2월 – 2020년 4월   | 2개월     | 10년 8개월               | 14.7% (2020년 4월)         | −19.2%                      | 2020년 1분기 이후 팬데믹의 경제적 영향은 심각했다. 4월 단 3주 만에 미국에서 2,400만 명 이상의 사람들이 일자리를 잃었다. 바이러스의 경제적 영향은 아직 결정 중이지만, 이 경기 침체는 기록상 가장 짧았다. |

## 같이 보기
- 연방준비제도에 대한 비판
- 역수익률 곡선
- 미국의 경제 성장 목록
- 영국의 경기 침체 목록
- 주식 시장 붕괴 및 베어 마켓 목록
- 샴 규칙 - 경기 침체를 예측하는 경제 지표

## 내용주
1. ↑  경기 침체를 두 분기 연속 마이너스 GDP 성장으로 정의하는 경험 법칙은 NBER에서 사용하지 않는다.[4] NBER은 월별 날짜를 찾으며(GDP는 분기별 수치임), GDP 성장이 명확한 경기 침체 기간에도 때로는 긍정적일 수 있다. 예를 들어, 1918년 2분기에는 심각한 1973–1975년 경기후퇴 한가운데에서도 GDP 성장이 약간 긍정적이었다.
2. 1 2  NBER의 월별 경기 침체 연대기는 1854년에 시작한다. 1920년대에 NBER에서 근무한 경제학자 윌러드 소프(Willard Thorp)는 1790년까지(첫 경기 침체는 1796년에 시작) 경기 주기를 추정했다. 소프의 날짜는 이 기간 동안 표준으로 남아 있다.[10] 소프의 대략적인 연간 날짜는 NBER의 월별 날짜와 직접 비교할 수 없다. 즉, 연간 날짜로부터의 2년 경기 침체는 24개월보다 훨씬 짧거나 길 수 있다.[9]
3. 1 2 3 4  주어진 경기 침체 기간 동안 사업 활동 및 무역 및 산업 활동의 정점에서 저점으로의 감소. 1834년부터 1882년까지 자르노비츠는 클리블랜드 트러스트 컴퍼니 지수를 사용한다. 1873년부터는 세 가지 추세 조정 지수의 복합 지수를 사용한다. 클리블랜드 트러스트 컴퍼니 지수, 1875년에 시작하는 퍼슨스 지수, 1877년에 시작하는 AT&T의 사업 활동 지수. 장기불황의 경우, 클리블랜드 트러스트 컴퍼니 지수와 복합 지수 모두 제공된다. 무역 및 산업 활동 지수는 1879년 2월에 시작하는 액스 앤 호튼 지수이다. 이는 선철 생산량, 은행 결제액(뉴욕시 외), 수입량, 그리고 다양한 철도에서 얻은 마일당 수익을 기반으로 한다.[1]